# Křižanov (Boêmia do Sul)
Křižanov é uma comuna checa localizada na região da Boêmia do Sul, distrito de Písek.

## Galeria

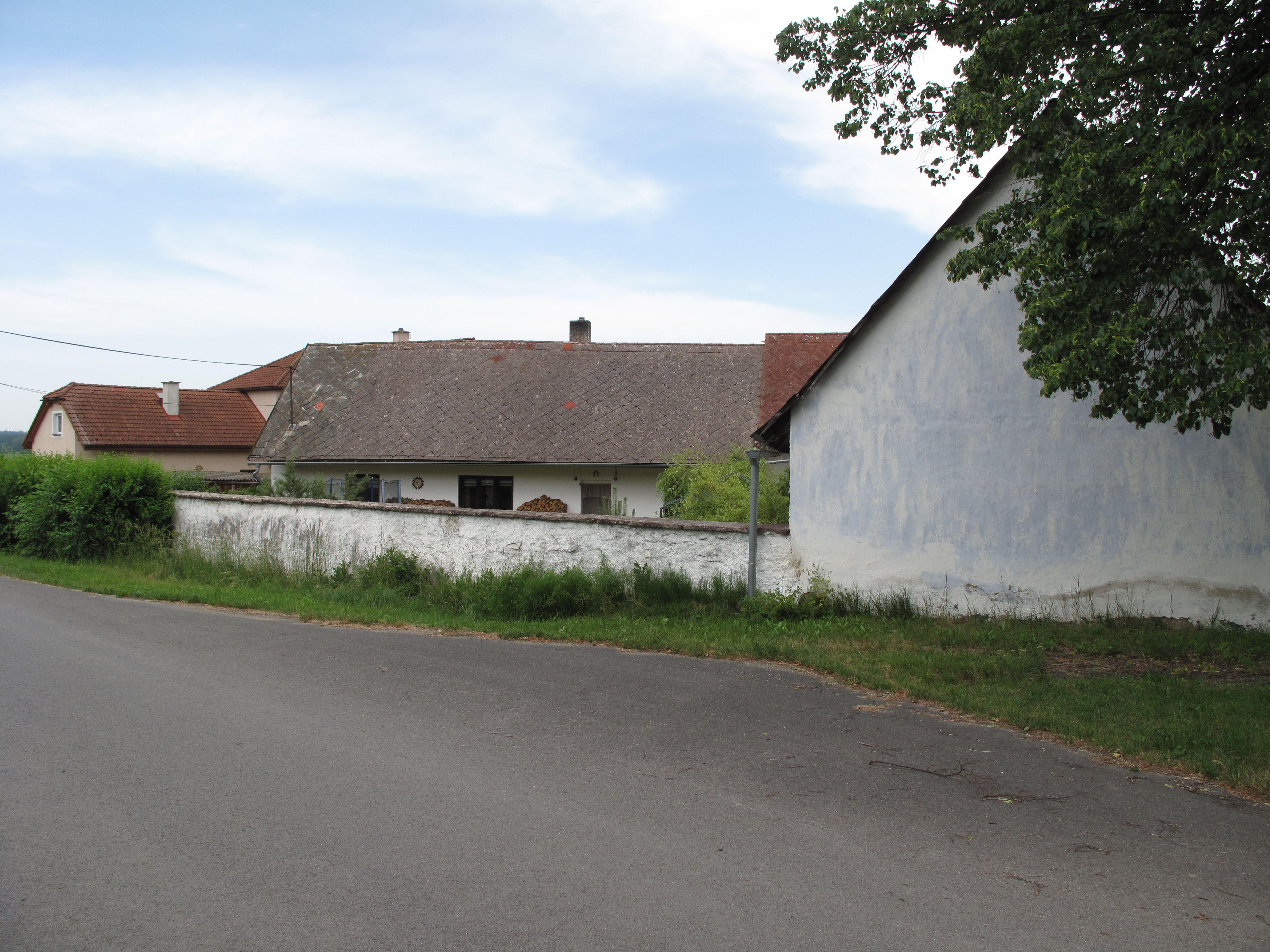
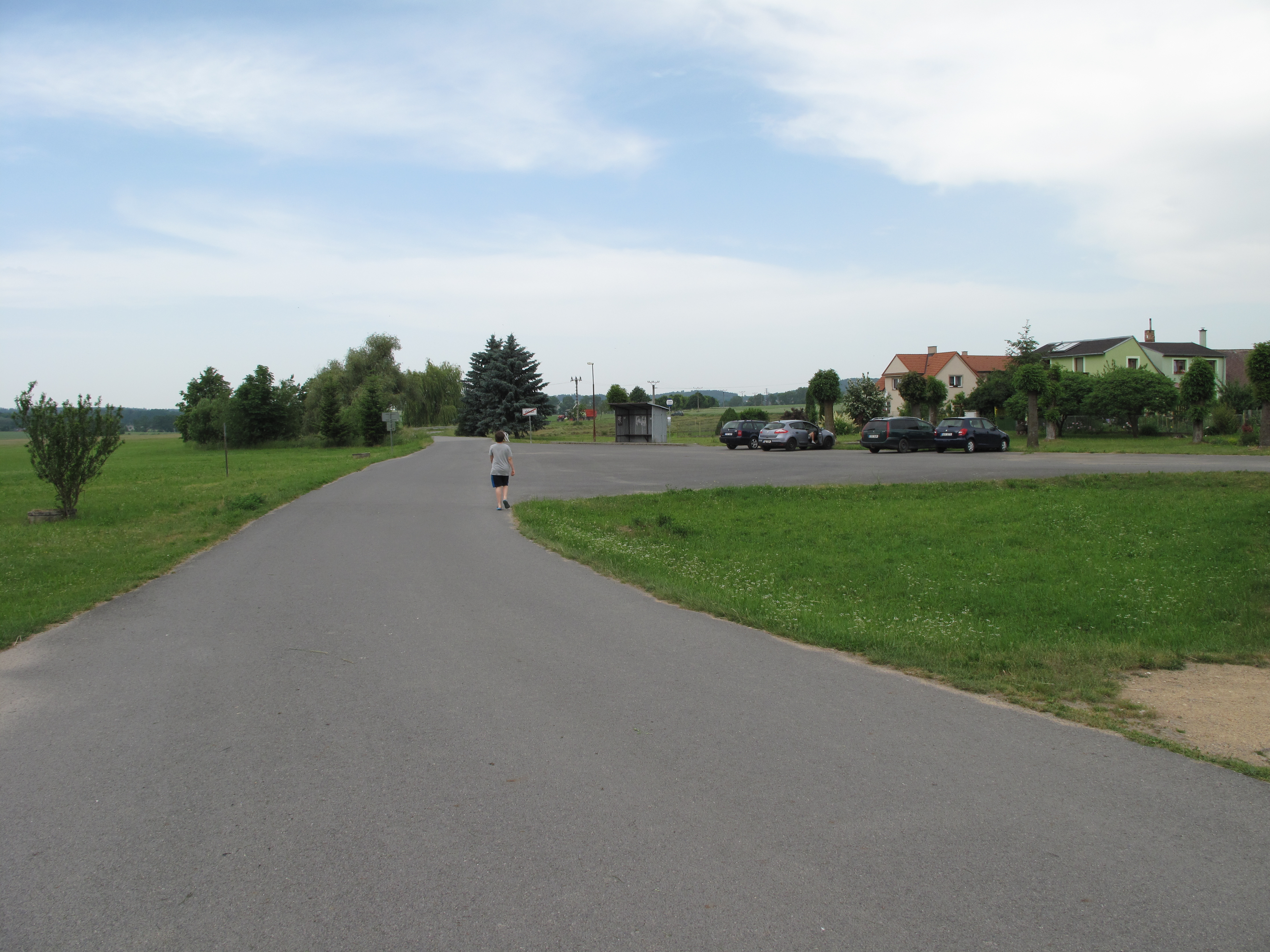
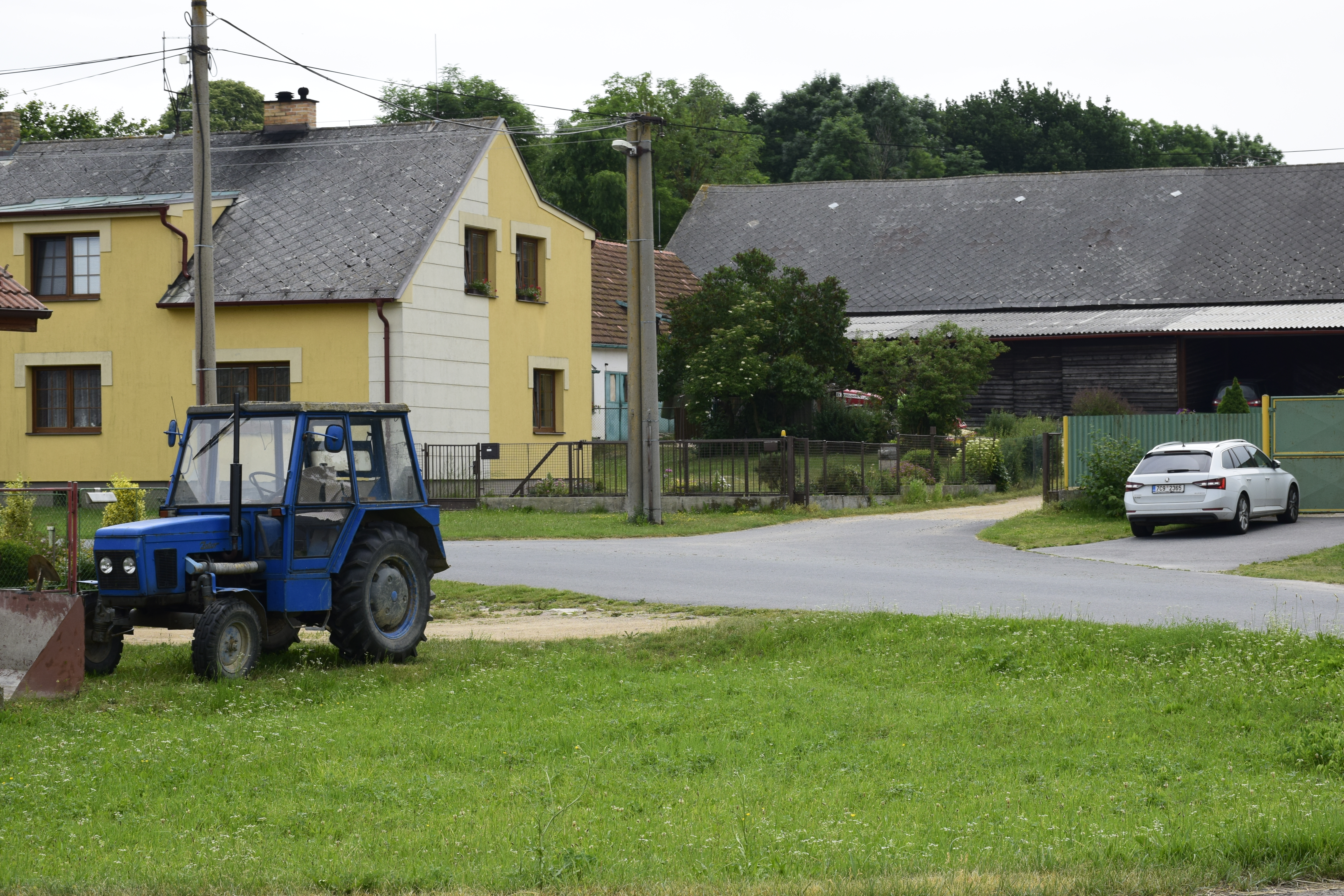